# Kanadische Unterhauswahl 1900
- Lib: 128
- Unabh.: 6
- Lib-Kon: 10
- Kons: 69

Die 9. kanadische Unterhauswahl (engl. 9th Canadian General Election, frz. 9e élection fédérale canadienne) fand am 7. November 1900 statt. Gewählt wurden 213 Abgeordnete des kanadischen Unterhauses (engl. House of Commons, frz. Chambre des Communes). Die Liberale Partei konnte ihre vier Jahre zuvor errungene absolute Mehrheit ausbauen.

## Die Wahl
Die regierende Liberale Partei von Premierminister Wilfrid Laurier, dem ersten frankophonen Regierungschef des Landes, hatte 1896 die absolute Mehrheit der Parlamentssitze errungen, obwohl sie damals weniger Stimmen erzielt hatte als die Konservative Partei und die mit ihnen verbunden Liberal-Konservativen.
Bei der Wahl von 1900 konnten die Liberalen als erste Partei überhaupt mehr als 50 % der Stimmen auf sich vereinen, wodurch sie ihre Mehrheit im Parlament ausbauten. Die oppositionellen Konservativen um Charles Tupper mussten leichte Verluste hinnehmen.
Die Wahlbeteiligung betrug 77,4 %.

## Ergebnisse

### Gesamtergebnis
| Partei | Partei                        | Vorsitzender    | Kandi- daten | Sitze 1896 | Sitze 1900 | +/−  | Stimmen  | Wähler- anteil | +/−      |
| ------ | ----------------------------- | --------------- | ------------ | ---------- | ---------- | ---- | -------- | -------------- | -------- |
|        | Liberale Partei               | Wilfrid Laurier | 209          | 117        | 128        | + 11 | 477.758  | 50,25 %        | + 8,88 % |
|        | Konservative Partei           | Charles Tupper  | 193          | 071        | 069        | − 02 | 410.953  | 43,22 %        | − 1,18 % |
|        | Liberal-konservative Partei 1 | Charles Tupper  | 011          | 015        | 010        | − 05 | 27.377   | 2,88 %         | − 0,89 % |
|        | Unabhängige                   |                 | 012          | 001        | 003        | + 02 | 13.307   | 1,40 %         | − 0,03 % |
|        | Unabhängige Konservative      |                 | 004          | 004        | 001        | − 03 | 10.081   | 1,06 %         | − 0,20 % |
|        | Unabhängige Liberale          |                 | 003          | 001        | 001        |      | 4.895    | 0,51 %         | + 0,27 % |
|        | Independent Labour            |                 | 001          |            | 001        | + 01 | 3.441    | 0,36 %         | + 0,36 % |
|        | Labour Party                  |                 | 003          |            |            |      | 2.924    | 0,31 %         | + 0,31 % |
|        | nicht bekannt                 |                 | 001          |            |            |      | 27       | 0,01 %         | − 0,17 % |
|        | Sonstige Gruppierungen        |                 |              | 004        |            | − 04 |          |                |          |
| Gesamt | Gesamt                        | Gesamt          | 437          | 213        | 213        |      | 0950.763 | 100,0 %        |          |

Übersicht der Provinzen und Territorien

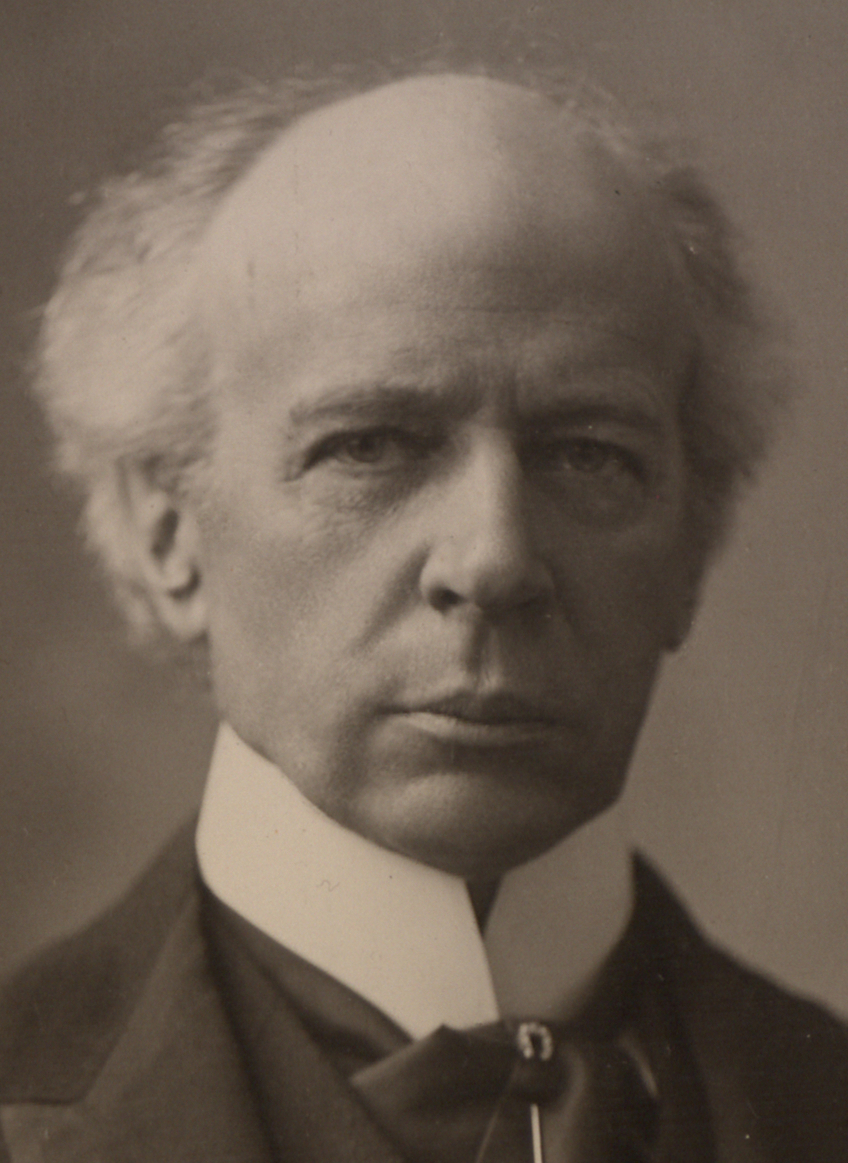
Wilfrid Laurier

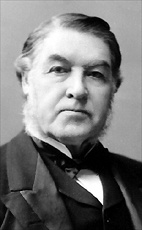
Charles Tupper

1 Die Liberal-Konservativen bildeten zusammen mit den Konservativen eine Fraktion im Unterhaus

### Ergebnis nach Provinzen und Territorien
| Partei       | Partei                      | Partei       | BC   | NW   | MB   | ON   | QC   | NB   | NS   | PE   | Gesamt |
| ------------ | --------------------------- | ------------ | ---- | ---- | ---- | ---- | ---- | ---- | ---- | ---- | ------ |
|              | Liberale Partei             | Sitze        | 4    | 4    | 2    | 34   | 57   | 9    | 15   | 3    | 128    |
|              | Liberale Partei             | Anteil in %  | 49,1 | 55,1 | 42,9 | 46,7 | 56,3 | 51,9 | 51,7 | 51,8 | 50,3   |
|              | Konservative Partei         | Sitze        | 2    |      | 3    | 47   | 8    | 3    | 5    | 1    | 69     |
|              | Konservative Partei         | Anteil in %  | 40,9 | 44,9 | 35,3 | 44,9 | 43,6 | 35,6 | 44,9 | 39,4 | 43,2   |
|              | Liberal-konservative Partei | Sitze        |      |      |      | 7    |      | 2    | -    | 1    | 10     |
|              | Liberal-konservative Partei | Anteil in %  |      |      |      | 3,8  |      | 8,1  | 3,4  | 8,8  | 2,9    |
|              | Unabhängige                 | Sitze        |      |      | 1    | 2    |      |      |      |      | 3      |
|              | Unabhängige                 | Anteil in %  |      |      | 13,5 | 1,7  | 0,2  | 0,3  |      |      | 1,4    |
|              | Unabhängige Konservative    | Sitze        |      |      |      | 1    |      | -    |      |      | 1      |
|              | Unabhängige Konservative    | Anteil in %  |      |      |      | 1,7  |      | 4,2  |      |      | 1,1    |
|              | Unabhängige Liberale        | Sitze        |      |      |      | 1    |      |      |      |      | 1      |
|              | Unabhängige Liberale        | Anteil in %  |      |      |      | 1,1  |      |      |      |      | 0,5    |
|              | Independent Labour          | Sitze        |      |      | 1    |      |      |      |      |      | 1      |
|              | Independent Labour          | Anteil in %  |      |      | 8,2  |      |      |      |      |      | 0,4    |
| Sitze gesamt | Sitze gesamt                | Sitze gesamt | 6    | 4    | 7    | 92   | 65   | 14   | 20   | 5    | 213    |